# وزارة الإعلام (قطر)
وزارة الإعلام القطرية حلت عام 1998. رفعت الرقابة عن الصحف المحلية منذ أكتوبر عام 1995م بتوجيهات من الأمير القطري ثم صدر القانون رقم (5) لسنة 1998 بإلغاء وزارة الإعلام والثقافة وتوزيع اختصاصاتها وتحويل بعض إداراتها إلى هيئات مستقلة وفي أكتوبر من العام نفسه أنشئ المجلس الوطني للثقافة والفنون والتراث. وفي مطلع عام 2001 انطلق تلفزيون قطر فضائيا بينما تأسست هيئة الإذاعة والتلفزيون في مايو 1997 وقبل ذلك تواجدت في قطر قناة الجزيرة المستقلة منذ نوفمبر 1996. وفي عام 2009 أنشئت المؤسسة القطرية للإعلام لتؤدي دورها في خدمة الرسالة الإعلامية.
أما الصحافة القطرية الأهلية فقد انتعشت في السنوات الأخيرة في ظل مناخ الحرية والديمقراطية وحوافز النمو والانتشار اجتماعيا واقتصاديا وتعد هذه الصحف اليوم مؤسسات قائمة بذاتها تصدر عن دور نشر خاصة ولها مطابعها الحديثة فضلا عن استثماراتها الناجحة.
يعد الدكتور عيسى بن غانم الكواري وزير الإعلام الأسبق الذي أسس الإعلام القطري بشكله الصحيح منذ السبعينيات وحتى نهاية الثمانينيات من القرن الماضي.

## وزراء سابقون
حمد بن عبد العزيز الكواري (1992 - 1997 )
الشيخ حمد بن سحيم بن حمد آل ثاني (1989 - 1992)